# Itsikamahidis
Itsikamahidis (Prvi stvaralac, Prvi kojot), vrhovni stvaralac kod sjevernoameričkih Indijanaca Hidatsa i Mandan. On je kojot, koji za razliku od ostalih Siouanskih plemena nema lukav ili prevarantski karakter, nego je glavni tvorac kojega nazivaju i jednostavno Kojot, Prvi kojot, Stariji Brat i Prvi stvaralac. Indijanski nazivi za njega su i Itsikamahidish, Itakatetas, Itakatetash, Iicihgadetaash, Itsikawahiric, Ki-numakshi.
Pandani su mu Starac kojot ili Akba Atatdia kod Crowa, Stvaralac zemlje (Earth Maker) ili Man'una kod Winnebaga i Gitchie Manitou kod Ojibwaya.
Postoje nekoliko legendi o stvaranju svijeta kod Mandana i Hidatsa.

## Vanjske poveznice
- A Hidatsa Creation Story  Arhivirana inačica izvorne stranice od 22. travnja 2019. (Wayback Machine)
- First Creator and Lone Man: Mandan  Arhivirana inačica izvorne stranice od 9. svibnja 2019. (Wayback Machine)
- Creation of the World: Mandan  Arhivirana inačica izvorne stranice od 9. svibnja 2019. (Wayback Machine)
- Charred Body and First Creator: Hidatsa
- The Bird That Turned The Meat Bitter: Mandan  Arhivirana inačica izvorne stranice od 9. svibnja 2019. (Wayback Machine)